# 瓦拉洛
瓦拉洛（義大利語：Varallo），是意大利韦尔切利省的一个市镇。总面积88平方公里，人口7587人，人口密度86.2人/平方公里（2009年）。ISTAT代码为002156。
在俯瞰瓦拉洛小镇的山坡上，有著名的朝圣地瓦拉洛圣山，已列为世界遗产。

## 友好城市
- 法國 迪镇